# Angela Gossow
Angela Nathalie Gossow, née le 5 novembre 1974 à Cologne, Allemagne, est une chanteuse et manager allemande de death metal mélodique et l'ancienne vocaliste du groupe suédois Arch Enemy.

## Biographie
C'est vers l'adolescence qu'elle commence à s'intéresser au metal extrême, et c'est à 16 ans qu'elle rejoint son premier groupe Asmodina.
S'ensuit une période très troublée par le divorce de ses parents et leurs ennuis financiers.
Après le lycée, elle commence à travailler comme stagiaire pour une compagnie publicitaire, et se spécialise dans le marketing en ligne. Elle commence en parallèle des études universitaires en économie. En 1997, elle forme un nouveau groupe de Death metal nommé Mistress.
C'est en commençant à travailler pour un magazine musical en ligne qu'elle aura l'occasion de rencontrer les membres d'Arch Enemy, au cours de leur tournée Burning Bridges en 1999 à Bochum, en Allemagne.
Elle donne une cassette démo de Mistress à Christopher Amott, le guitariste d'Arch Enemy. Le groupe écoutera cette cassette et sera assez surpris par le fait qu'elle maîtrise la technique du chant guttural (typique du death), et lorsque Johan Liiva quitte le groupe fin 2000, Michael Amott (le fondateur du groupe et par ailleurs frère de Christopher) fera appel à Angela pour le remplacer. Sa tessiture est mezzo-soprano, avec du death growl.
Angela quitte son poste de chanteuse d'Arch Enemy en 2014 mais reste avec le groupe en tant que manager et laisse sa place à Alissa White-Gluz, ancienne chanteuse canadienne du groupe The Agonist.

## Discographie
- Asmodina
  1. Your Hidden Fear (Demo, 1991)
  2. The Story of the True Human Personality (Demo, 1994)
  3. Promo 1996 (Demo, 1996)
  4. Inferno (1997)
- Mistress
  1. Promo (Demo, 1998)
  2. Worship the Temptress (Demo, 1999)
  3. Party in Hell (Demo, 2000)
- Arch Enemy
  1. Wages of Sin (2001)
  2. Burning Angel (2002, EP)
  3. Anthems of Rebellion (2003)
  4. Dead Eyes See No Future (2004, EP)
  5. Doomsday Machine (2005)
  6. Revolution Begins (2007, EP)
  7. Rise Of The Tyrant (2007)
  8. The Root Of All Evil (2009)
  9. Khaos Legions (album) (2011)
- Amaranthe
  1. Do or Die (Single, 2020)